# Jacob Cappelbeck

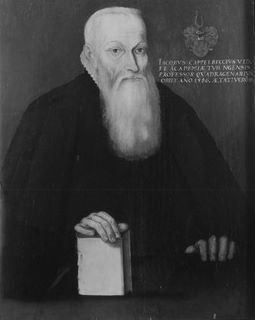
Jacob Cappelbeck auf einem Porträt in der Tübinger Professorengalerie

Jacob Cappelbeck (* 1506 in Augsburg; † 14. Januar 1586 in Tübingen) war ein deutscher Jurist.

## Leben
Jacob Cappelbeck studierte in Ingolstadt und Leipzig. Er immatrikulierte sich 1533 in Wittenberg und bekam dort den Mag. art. 1536 immatrikulierte er sich in Tübingen. Er wurde in Ferrara zum Dr. iur. utr. promoviert. 1543 folgte er einem Ruf als Professor für Rechte in Tübingen. 1556, 1561, 1567, 1571 und 1577/78 war Rektor der Universität Tübingen. 1554/55–1556/57 war er Supremus Deputatus. 1584 gab er seine Ämter ab. Sein 1604 gemaltes Porträt hängt in der Tübinger Professorengalerie.